# Schloss Proschwitz

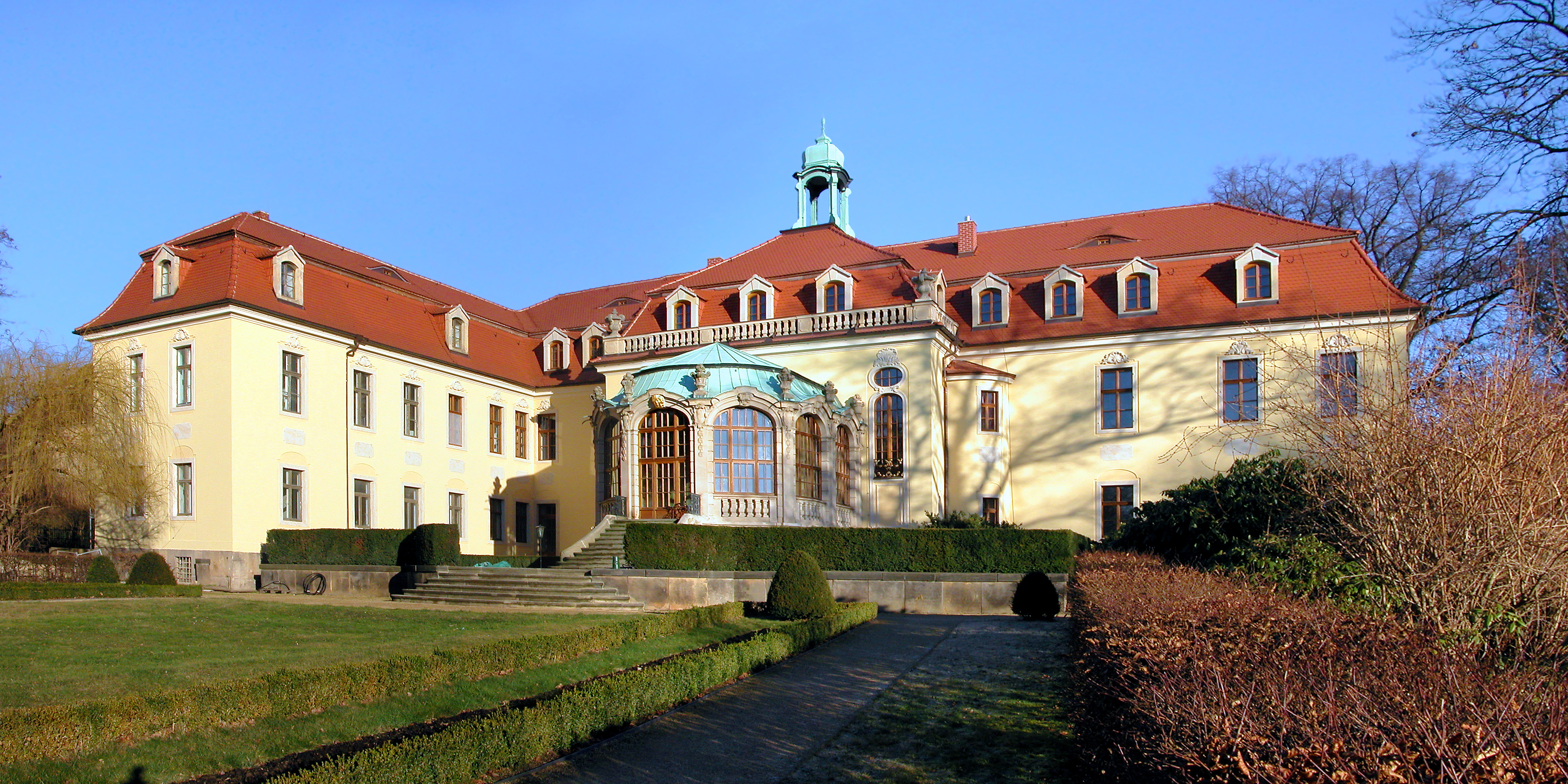
Schloss Proschwitz, Parkseite

Schloss Proschwitz ist ein Schloss im Stil des Neubarocks im Meißner Ortsteil Proschwitz im Landkreis Meißen. Ihm angeschlossen ist Sachsens ältestes noch existierendes privates Weingut in Proschwitz. Seit 2021 befindet sich die Vinothek im alten Dienerhaus auf Schloss Proschwitz.

## Geschichte

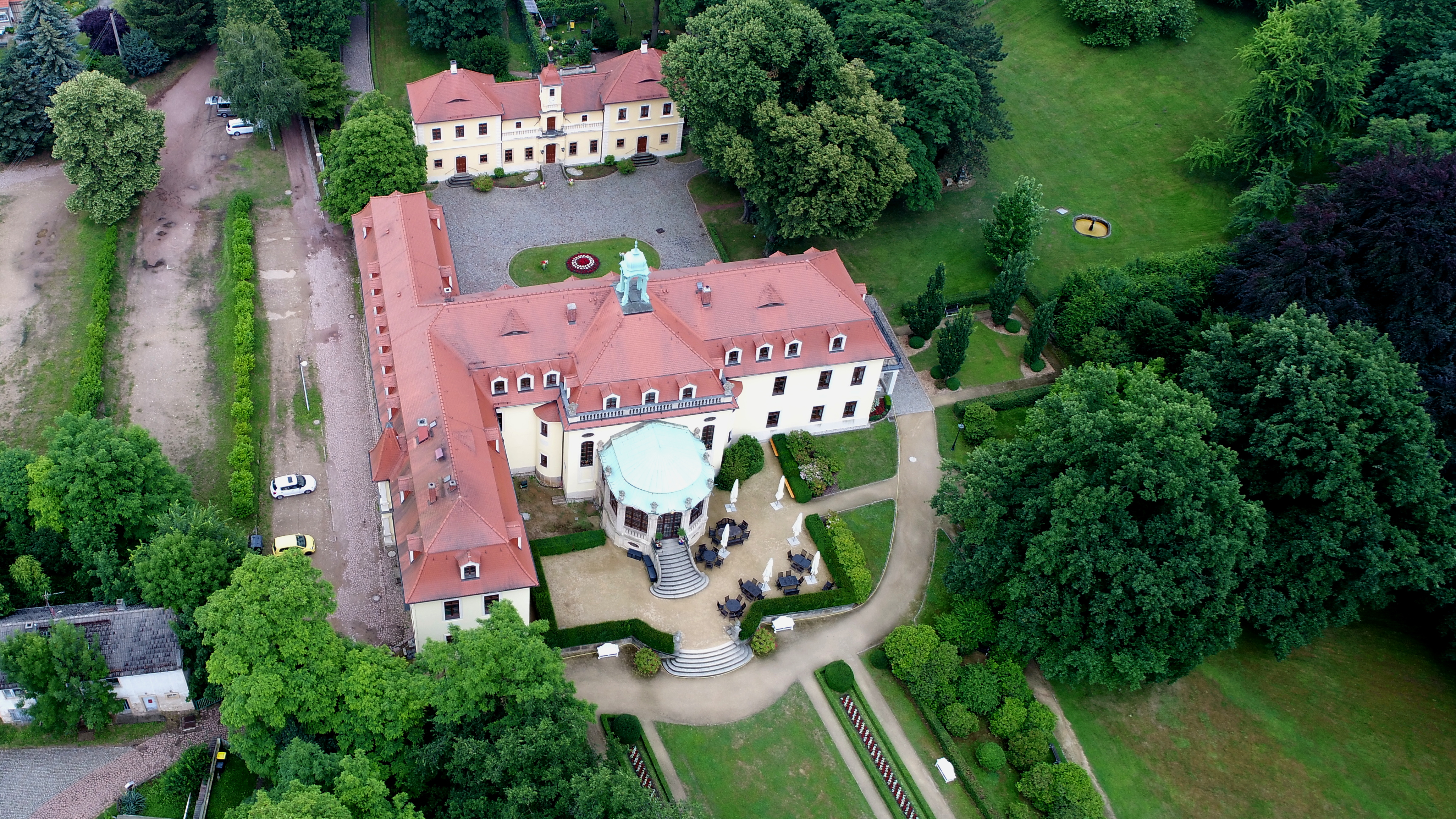
Schloss Proschwitz, Luftaufnahme (2017)

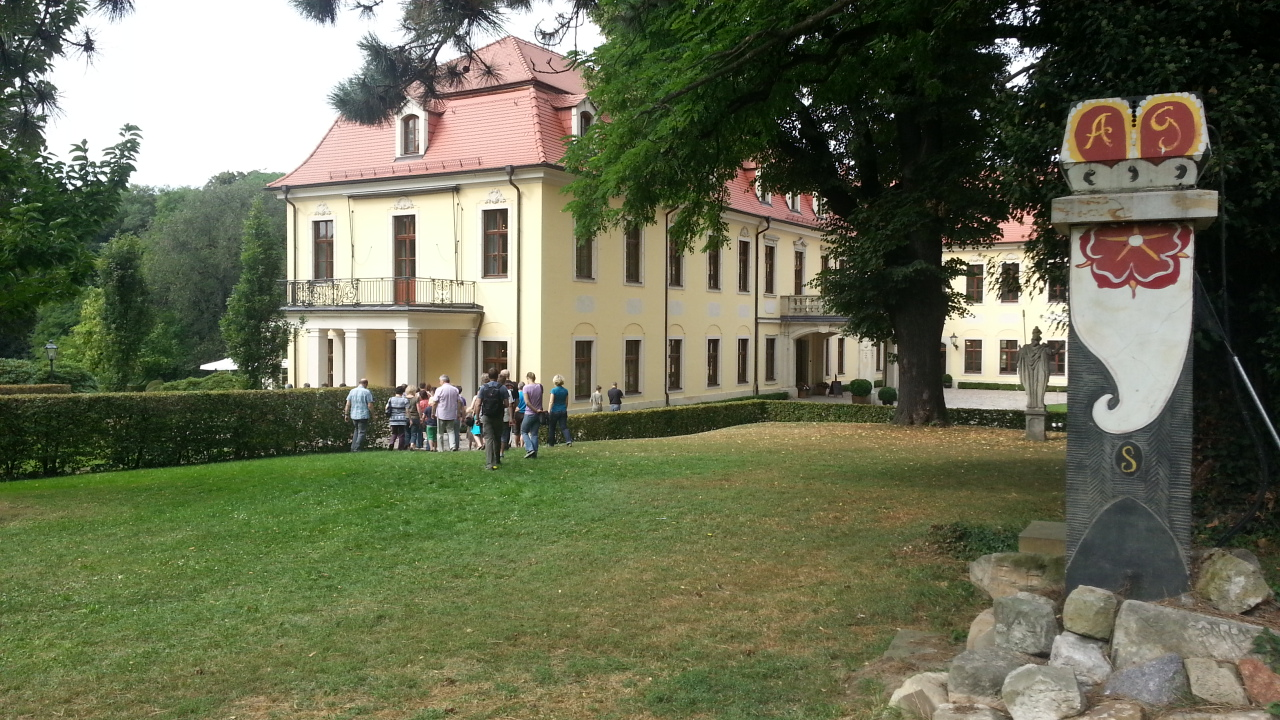
Innenhof von Schloss Proschwitz

Die Proschwitzer Weinberge waren von der Mitte des 12. Jahrhunderts bis zur Reformation im Besitz der Meißner Bischöfe. Ein großer Teil der in Sachsen benötigten Messweine kam in dieser Zeit aus dem Proschwitzer Weingut.
Die erste urkundliche Erwähnung eines Ritters Eckbert von Proschwitz erfolgte in einem Dokument von 1102. Der Ortsname Proschwitz deutet auf eine frühe slawische Besiedlung hin. Bis zur Reformation und anschließender Säkularisation der meisten kirchlichen Güter war Proschwitz bischöfliches Tafelgut des Hochstifts Meißen.

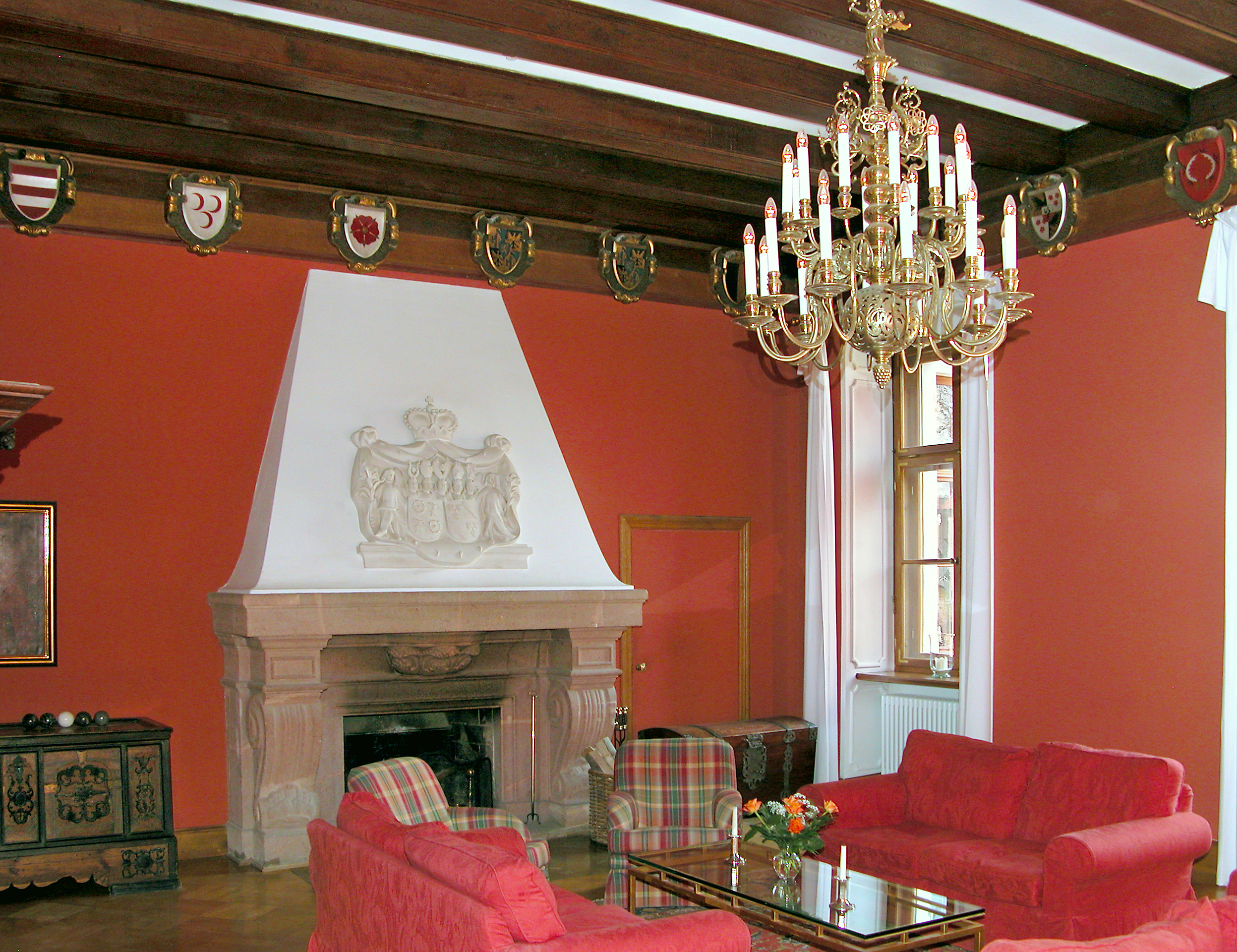
Schloss Proschwitz, Kaminzimmer

Ab dem Jahr 1554 war das Anwesen in Besitz von Ernst von Miltitz. Dazu gehörte auch das Vorwerk Nassau. Nach der Zerstörung des Schlosses im Dreißigjährigen Krieg erwarb Peter Werdemann 1657 das Anwesen zusammen mit dem Patronatsrecht für Zscheila. Der Baubeginn des Barockschlosses ist auf die Familie von Schilling zurückzuführen, die das Anwesen 1704 erwarb. Im Jahr 1732 kaufte es die verwitwete Gräfin Magdalena von Beichlingen, geborene von Miltitz, und errichtete einen schlichten L-förmigen barocken Schlossbau. Nach dem Tod der Gräfin ging dieser zunächst in den Besitz ihrer zweiten Tochter, der Gräfin von Gersdorff, über. Im Jahr 1790 erwarb der Kursächsische Hofmarschall und Freiherr Carl Friedrich von Berlepsch das Schloss. Danach gelangte es durch Erbschaft an die Familie von Carlowitz.
Im Zeitraum von 1882 bis 1888 wurde Schloss Proschwitz durch den Anbau eines Wohnflügels nach Westen erweitert. Im Jahr 1901 fand auf dem Schloss die Hochzeit des Reichsgrafen Clemens zur Lippe-Biesterfeld-Weißenfeld mit Friederike Freiin von Carlowitz statt. Ab 1914 wurde das Schloss von Clemens Reichsgraf zur Lippe-Biesterfeld-Weißenfeld unter der Federführung des Architekturbüros Lossow & Kühne restauriert. Der Reichsgraf führte die Titulatur einer Durchlaucht und war unter anderem Kommendator des Johanniterordens. Inmitten der 1920er Jahre umfasste der Proschwitzer Besitz eine Fläche von 253 ha. Nach dem Tod von Friederike Prinzessin zur Lippe-Weißenfeld, geborene von Carlowitz auf Gersdorf (1878–1942) wurde 1943 das Schloss durch die NSDAP beschlagnahmt. Später wurden im Schloss Kinder aus bombengefährdeten Regionen Deutschlands untergebracht.

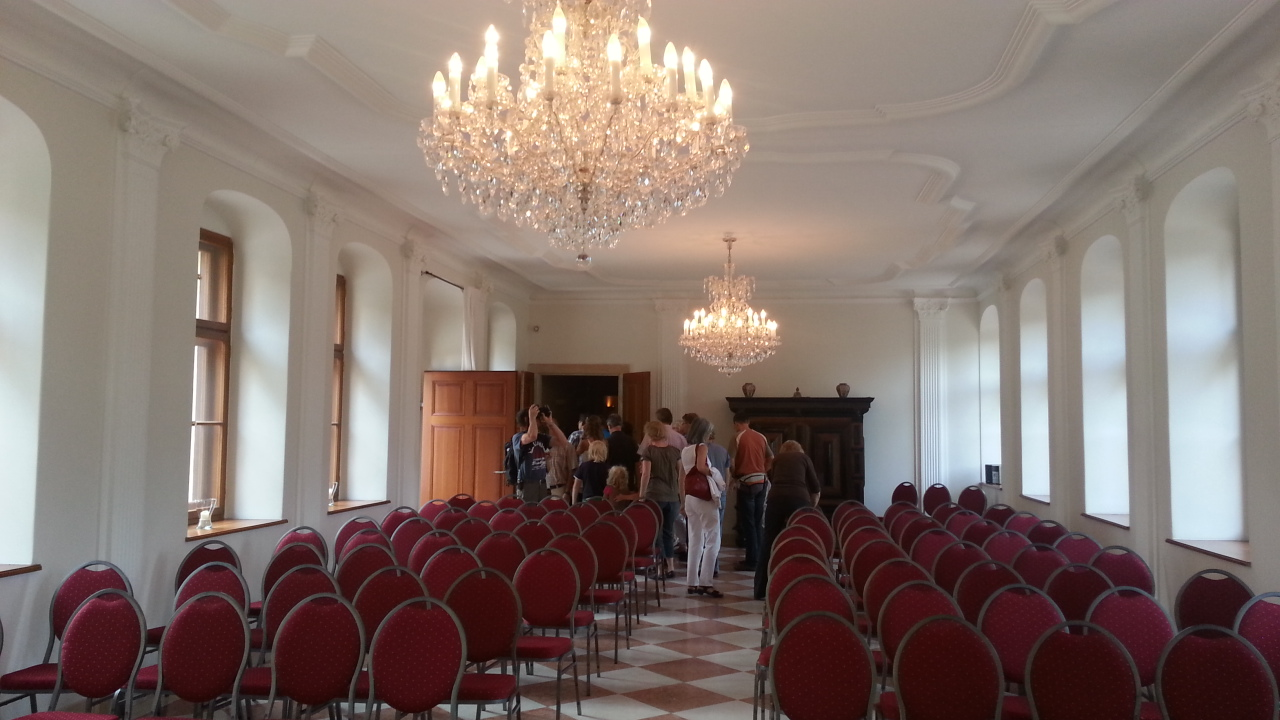
Festsaal im Schloss Proschwitz (ehemalige Schlosskapelle)

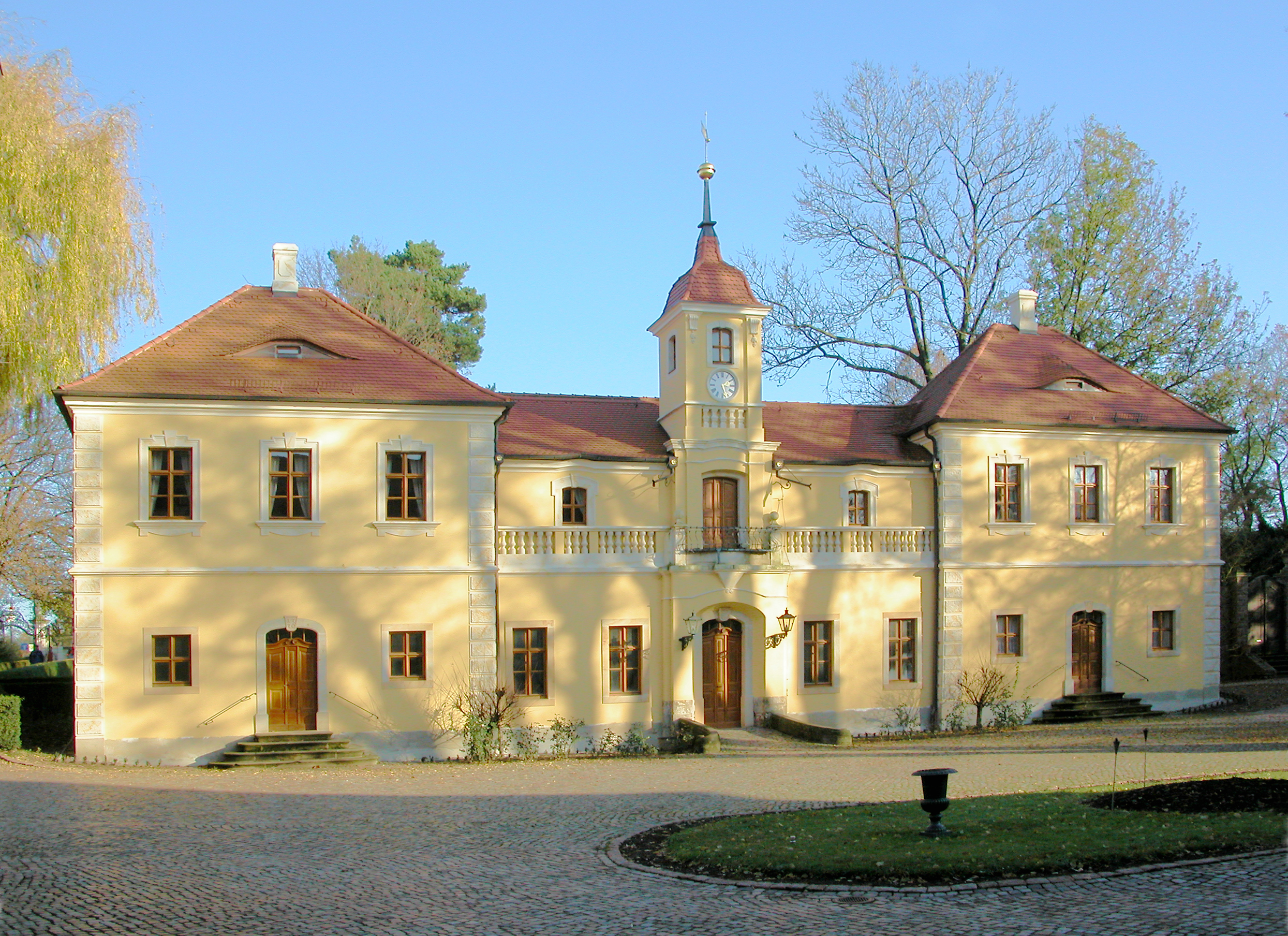
Schloss Proschwitz, Dienerhaus

Kurz nach dem Ende des Zweiten Weltkrieges wurde Christian Prinz zur Lippe, der Sohn von Clemens und Friederike, im Zuge der Bodenreform entschädigungslos enteignet, mit seiner Familie inhaftiert und schließlich in die westlichen Besatzungszonen ausgewiesen. Das Schloss wurde geplündert und später als Lungenheilanstalt genutzt. 1979 erfolgte die Umwandlung in ein Kreisrehabilitationszentrum für geistig behinderte Kinder und Erwachsene. Seit 1990 kaufte Georg Prinz zur Lippe (* 1957) Stück für Stück die elterlichen Weinberge zurück und baute das Weingut Schloss Proschwitz im Kammergut Zadel wieder auf. 1996 erwarb Prinz zur Lippe auch das Schloss seiner Eltern, das bis September 2000 für die Betreuung Behinderter genutzt werden konnte, wieder zurück. Nach dem Rückkauf musste das Schloss wegen umfangreicher Bauschäden über Jahre Stück für Stück saniert werden.
Georg Prinz zur Lippe wurde hierbei maßgeblich durch die Deutsche Stiftung Denkmalschutz unterstützt. Auf Schloss und Park Proschwitz werden heute Konzerte, Park- und Schlossfeste, Bankette, Tagungen und Hochzeiten veranstaltet.

### Dienerhaus
Das Dienerhaus an der Ostseite des Schlosshofes wurde 1776 erbaut, wobei der Kern des Gebäudes von älterer Bausubstanz ist. Es besteht aus zwei zweigeschossigen, barocken Walmdachpavillons, verbunden durch einen Zwischenbau mit vorgeblendeter Balustrade am Obergeschoss und einem Uhrturm mit Haube.

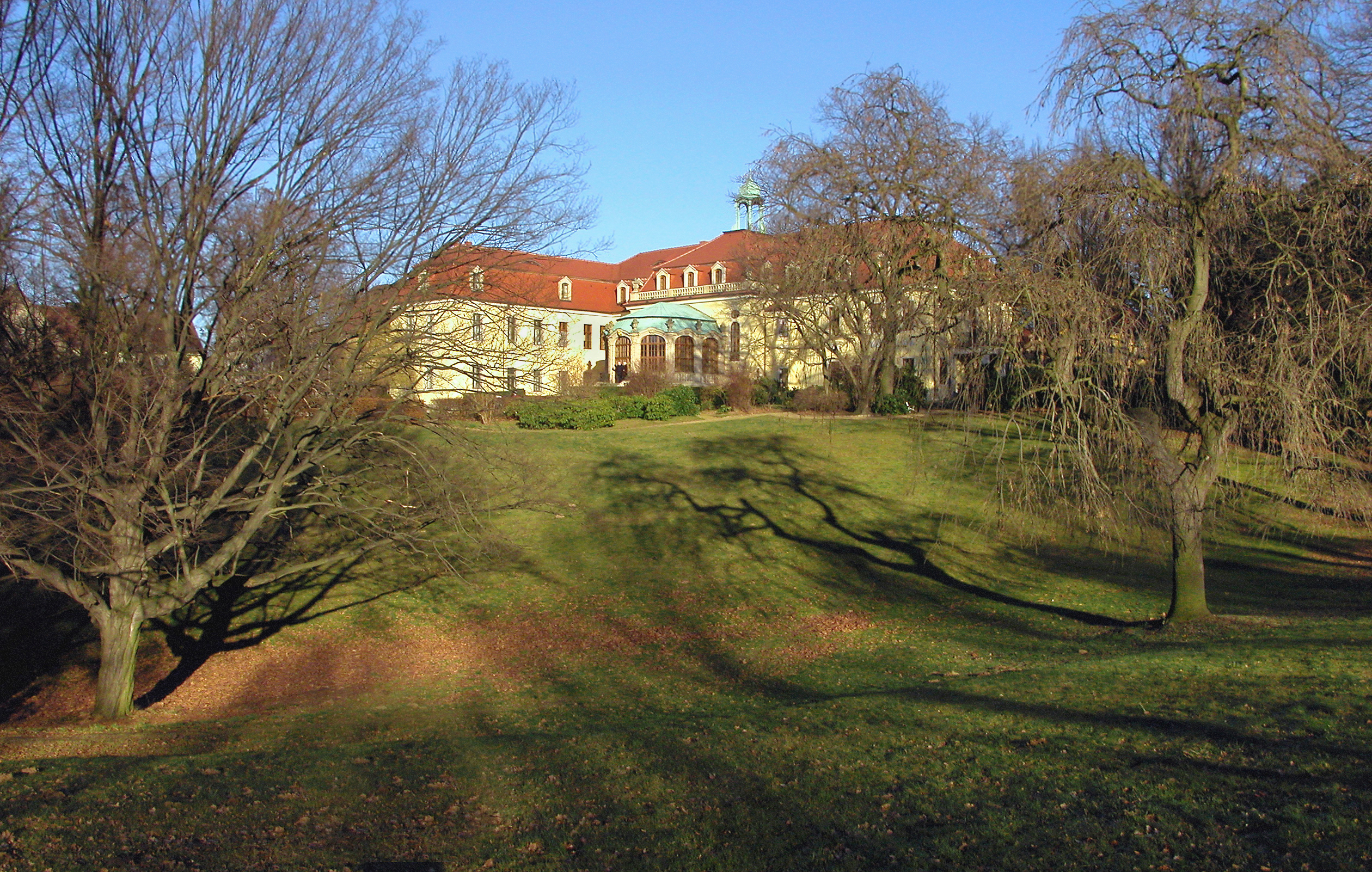
Schlosspark Proschwitz

### Schlosspark
Im west- und südwärts stark bewegten Gelände des Knorrgrunds entstand zu Beginn des 19. Jahrhunderts ein englischer Landschaftsgarten mit einer Größe von fünf Hektar. Ab 1913 wurde die geometrisch-französische Gartenanlage im Stil des frühen 18. Jahrhunderts vor der Westfassade angelegt. Eine überlebensgroße Sandsteinfigur eines gerüsteten Kriegers aus dem 17. Jahrhundert, vermutlich ein Geschenk aus Fontainebleau, schmückt den Park, in dem sich ein alter mittelalterlicher Weinkeller befindet.

## Weingut

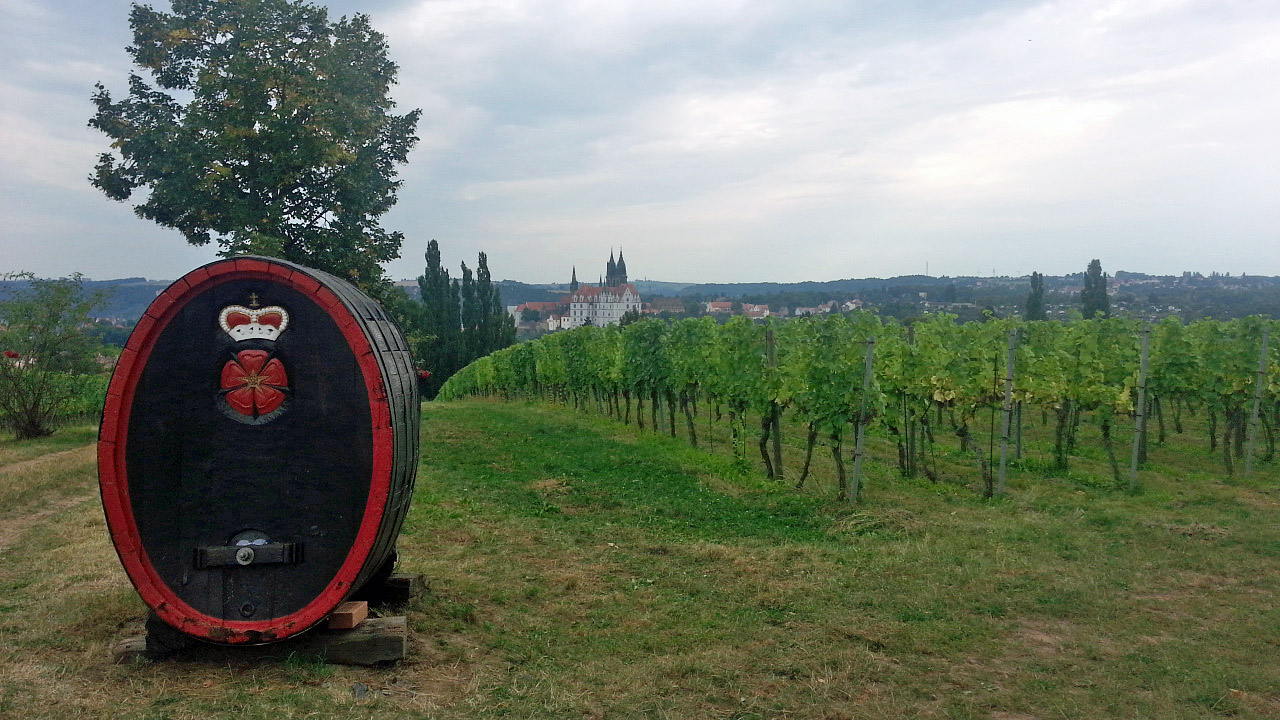
Zu Schloss Proschwitz gehöriger Weinberg mit Blick auf Meißen

Das Weingut Schloss Proschwitz ist das älteste private Weingut Sachsens. Der Weinbau jenseits des 50. Breitengrades wird durch die südliche Disposition der Weinberge, das günstige Mikroklima des Elbtals sowie in der Bodenkombination aus Lößlehm und Graniturgestein ermöglicht.
Zwischen 1990 und 2008 erfolgt eine Sanierung des Weingutes. Betriebssitz ist ein Vierseithof aus dem 18. Jahrhundert. Das Weingut wurde 1996 in den Verband Deutscher Prädikatsweingüter (VDP) aufgenommen. Die Lage Schloss Proschwitz gehört zur Großlage Spaargebirge innerhalb des Bereichs Meißen im Weinbaugebiet Sachsen.
Die Rebfläche beträgt 2023 rund 70 ha; davon sind knapp 10 % Junganlagen.
Der Anteil der Rebsorten verteilt sich auf
| Rebsorte         | Fläche in ha | Flächenanteil in % |
| ---------------- | ------------ | ------------------ |
| Grauer Burgunder | 9,3          | 13                 |
| Müller-Thurgau   | 4,3          | 6                  |
| Weißer Burgunder | 7,9          | 11                 |
| Elbling          | 7,1          | 10                 |
| Riesling         | 7,1          | 10                 |
| Scheurebe        | 3,8          | 5                  |
| Spätburgunder    | 10,4         | 15                 |
| Goldriesling     | 6,4          | 9                  |
| Dornfelder       | 1,9          | 3                  |
| Frühburgunder    | 4,1          | 6                  |
| Traminer         | 2,3          | 3                  |
| Regent           | 2,1          | 3                  |
| Schwarzriesling  | 0,5          | 1                  |
| Souvignier Gris  | 1,1          | 1,5                |
| Cabernet Blanc   | 0,4          | 0,5                |

Prinz zur Lippe bewirtschaftete bis 2015 ferner 46 ha Weinlagen in Schöndorf bei Weimar, die 2008 aufgerebt wurden. Ein für diese Lagen vorgesehener Ankauf der Ordensburg Liebstedt und ihre Restaurierung als Weingut scheiterte jedoch ebenso wie zuvor der beabsichtigte Kauf von Schloss Kromsdorf.